# Xisco Jiménez
Francisco Jiménez Tejada, mais conhecido como Xisco (Palma de Maiorca, 26 de junho de 1986) é um futebolista espanhol que atua como atacante. Atualmente, joga pelo Alcorcón.

## Títulos
Muangthong United
- Campeonato Tailandês: 2016[1][2]